# 四倉町薬王寺
四倉町薬王寺（よつくらまち やくおうじ）は、福島県いわき市の大字である。郵便番号は979-0224。

## 地理
いわき市北東部の四倉地区に属する。北東から東にかけて四倉町玉山、南東で四倉町長友、南で平水品、南西で四倉町下柳生、四倉町薬王寺、北西で四倉町八茎とそれぞれ隣接する。概ね町村制施行以前の磐城郡山田小湊村の流れを汲む地域である。二級水系夏井川水系仁井田川中流域左岸の平地とその北側の山林を主な範囲とする。平地には水田が広がり、川の北側の山裾に集落が位置する。北側の高台に大字名の由来でもある薬王寺が建立されている。内郷御厩町内に所在するいわき中央警察署及び四倉町に所在する平消防署四倉分署がそれぞれ管轄にあたる。

### 主な字
字
- 高玉
- 粟刈沢
- 塙
- 玉広
- 上川原

### 河川
- 仁井田川

## 歴史
- 1879年1月27日 - 笠間藩領薬王寺村が福島県内における郡区町村制の施行により磐城郡の村となる[4]。
- 1889年4月1日 - 町村制の施行により薬王寺村が戸田村、中島村、白岩村、上柳生村、下柳生村、玉山村、山田小湊村、駒込村、八茎村、山小屋村と合併し、大野村が発足する。旧薬王寺村域は大野村の大字となる。[4]。
- 1896年4月1日 - 磐城郡と周辺郡との合併により石城郡が発足し、石城郡大野村となる[4]。
- 1955年3月10日 - 大野村が四ツ倉町、大浦村と合併して、四倉町が発足し、四倉町の大字となる[4]。
- 1966年10月1日 - 四倉町が平市・磐城市・常磐市・勿来市・内郷市、石城郡小川町・遠野町・川前村・田人村・好間村・三和村、双葉郡久之浜町・大久村と合併しいわき市となり、いわき市四倉地区の大字となる[4]。

## 世帯数と人口
2023年10月31日現在の世帯数と人口は以下の通りである。
| 大字           | 世帯数 | 人口 |
| -------------- | ------ | ---- |
| 四倉町山田小湊 | 38世帯 | 91人 |

## 小・中学校の学区
市立小・中学校に通う場合、学区は以下の通りとなる。
| 番地 | 小学校               | 中学校               |
| ---- | -------------------- | -------------------- |
| 全域 | いわき市立大浦小学校 | いわき市立四倉中学校 |

## 交通

### 道路
- 常磐自動車道
- 四倉パーキングエリア（下り線側施設の一部）
- 福島県道41号小野四倉線

## 施設
- 薬王寺公民館
- 薬王寺
- 稲荷神社